# Detlev (Lied)

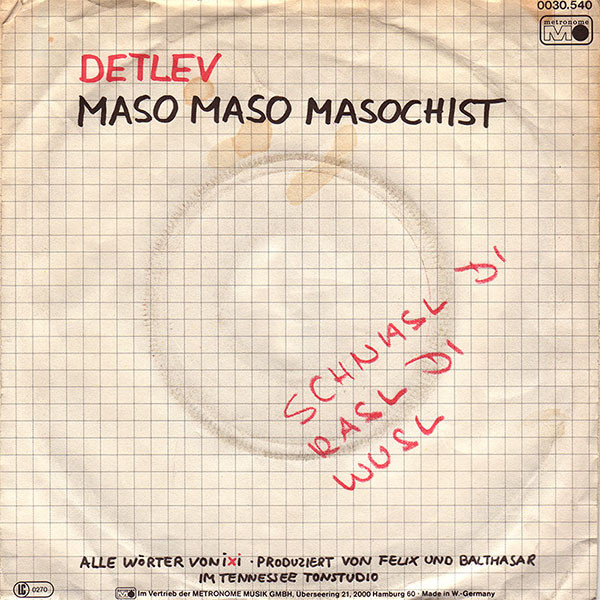
Rückseite der Single

Detlev ist ein Lied der deutschen Sängerin Ixi, das 1982 als Single veröffentlicht wurde. Das Lied wird der Neuen Deutschen Welle zugeordnet.

## Hintergrund
Detlev wurde als Ixis erstes Lied aufgenommen, nachdem sie ihren späteren Produzenten Felix Kautsky in einem Hamburger Lokal kennengelernt hatte. Der Text stammt von Ixi; die Musik von Felix Kautsky. Als der spätere Mitproduzent Balthasar Schramm das Demo der Plattenfirma Metronome zukommen ließ, wurde es dort als Geburtstagsgeschenk für den Chef des Unternehmens genutzt, dessen Vorname „Detlev“ war. Dadurch konnten sie den Produktmanager des Unternehmens für sich einnehmen und Ixi erhielt einen Plattenvertrag. Die Single wurde innerhalb von drei Tagen produziert. Als B-Seite wurde das Lied Maso Maso Masochist verwendet.
Die Single wurde mit zwei Covern veröffentlicht. Zum einen mit Ixi vor einer gefliesten Wand in Rosa, zum anderen als reines Fliesenmuster mit Künstlernamen sowie einer kryptischen Erklärung dazu: „IXI=ICKXZSI“.
Das Lied wurde ein Jahr später auf Der Knutschfleck (Alle Hits in Maxi-Version), dem einzigen Album (im Prinzip eine Kompilation) in der kurzen Karriere von Ixi veröffentlicht.

## Inhalt
Das Lied handelt von einem Mädchen, das seinen Freund zur Prostitution verleiten will, da er eine positive Ausstrahlung auf Männer hat. Für die damalige Zeit eine ungewöhnliche Perspektive, war das klassische Rollenverständnis doch ein anderes. Allerdings beschrieb das Buch Wir Kinder vom Bahnhof Zoo ein ähnliches Szenario, in dem allerdings beide Protagonisten anschaffen gingen. Trotz der Namensähnlichkeit (Christiane F.s Freund im Buch hieß ebenfalls Detlev) haben Buch und Lied nichts gemein. Vielmehr war Detlev bereits durch die Detlev-Songs von Friedhelm Riegel ein Klischee-Name für Homosexuelle.

## Erfolg
In den deutschen Charts konnte sich das Lied nicht platzieren, denn das Lied sorgte aufgrund der Zeile Detlev ich bitte dich, geh doch für mich auf den Strich in Deutschland für Kontroversen und wurde von den Radiostationen kaum gespielt.  Aus diesem Grund wurde eine zensierte Version erstellt, bei der der „Strich“ weggepiepst wurde. Aber auch dies zeigte keinen Erfolg. Verteidigt wurde das Stück von der Jugendzeitschrift Bravo. Ixi versuchte sich als Vertreterin der „Neuen Frechen Welle“ in Anlehnung an die Neue Deutsche Welle zu vermarkten. Als Debütsingle waren die Verkaufszahlen ausreichend, um die Nachfolgesingle Der Knutschfleck produzieren zu können.
Das Musikvideo des Liedes wurde ein Jahr nach der Veröffentlichung in der ARD-Musiksendung Formel Eins gespielt, der Bayerische Rundfunk übertrug es als Zensurmaßnahme nicht. Homosexualität war im deutschen Fernsehen damals noch ein Tabuthema.